# КК Њу Баскет Бриндизи
КК Њу Баскет Бриндизи (итал. New Basket Brindisi) италијански је кошаркашки клуб из Бриндизија. Из спонзорских разлога тренутно пун назив клуба гласи Хепи каза Бриндизи (Happy Casa Brindisi). У сезони 2021/22. такмичи се у Серији А Италије и у ФИБА Лиги шампиона.

## Историја
Клуб је основан 1992. године. Први пут је у Серији А заиграо 2010. године, али је одмах у дебитантској сезони и испао из ње. Ипак, већ од сезоне 2012/13. се вратио у елиту. Највиши домет у Купу Италије било је финале достигнуто 2019. године.

## Успеси

### Национални
- Куп Италије:
  - Финалиста (2): 2019, 2020.

## Учинак у претходним сезонама
| Сез.     | Првенство Италије | Куп Италије  | Европско такмичење                     | Европско такмичење |
| -------- | ----------------- | ------------ | -------------------------------------- | ------------------ |
| 2010/11. | 16. место         | —            | —                                      |                    |
| 2012/13. | 12. место         | —            | —                                      |                    |
| 2013/14. | Четвртфинале ПО   | Полуфинале   | —                                      |                    |
| 2014/15. | Четвртфинале ПО   | Полуфинале   | Еврочеленџ — Топ 16                    |                    |
| 2015/16. | 10. место         | —            | Еврокуп — Прва фаза                    |                    |
| 2016/17. | 9. место          | Четвртфинале | —                                      |                    |
| 2017/18. | 14. место         | —            | —                                      |                    |
| 2018/19. | Четвртфинале ПО   | Финалиста    | —                                      |                    |
| 2019/20. | прекинуто         | Финалиста    | ФИБА Лига шампиона — Групна фаза       |                    |
| 2020/21. | Полуфинале ПО     | Полуфинале   | ФИБА Лига шампиона — Друга групна фаза |                    |
| 2021/22. | —                 | Четвртфинале | ФИБА Лига шампиона — Прва групна фаза  |                    |

## Познатији играчи
- Един Бавчић
- Дејан Боровњак
- Ђорђе Гагић
- Алекс Ренфро
- Омар Томас